# Джайантс Стадиум
«Джа́йантс Ста́диум» — бывший многофункциональный стадион в городе Ист-Ратерфорд (Нью-Джерси, США), в прошлом домашняя арена «Нью-Йорк Джайантс» и «Нью-Йорк Ред Буллс». Входил в структуру Мидоулендского спортивного комплекса.
Стадион построен в течение 1972—1976 годов и открыт 10 октября 1976 года. Вместимость арены составляла 80 242 зрителя. В 2010 году стадион был закрыт и демонтирован. неподалёку от старого стадиона построена новая спортивная арена «Мет-Лайф Стадиум» («MetLife Stadium»).